# Distruzione di Neuss
La distruzione di Neuss (detta anche capitolazione di Neuss) fu uno scontro che si svolse nel luglio del 1586 presso la città di Neuss nel corso della guerra di Colonia e come parte della guerra degli ottant'anni. Alessandro Farnese con le sue truppe accerchiò la città di Neuss, una piazzaforte di rilievo per i protestanti nell'elettorato di Colonia. Dopo che la città rifiutò di capitolare, il principe Farnese ridusse la città ad un cumulo di macerie col fuoco della sua artiglieria, con i combattimenti casa per casa e coi saccheggi; nel corso della battaglia scoppiò anche un tremendo incendio che distrusse gran parte delle abitazioni della città. Circa 3000 civili morirono su una popolazione di 4500, e l'intera guarnigione venne sterminata dagli spagnoli.

## Antefatto
Neuss era stata catturata dai sostenitori del principe elettore protestante di Colonia, Gebhard Truchsess von Waldburg, nel febbraio del 1586. Adolf van Nieuwenaar, rinforzò e rifornì la città portando la maggior parte delle truppe a nord, tra Moers e Venlo, lasciando il giovane Friedrich Cloedt al comando della città. Cloedt disponeva di una guarnigione di 1600 uomini, in gran parte tedeschi e olandesi; alcuni avevano esperienze militari, ma molti erano reclute recenti. Un centinaio di anni prima la città aveva resistito ad un lungo assedio mossole da Carlo il Temerario di Borgogna e per questi suoi sforzi bellici la città aveva ottenuto dall'imperatore il diritto di battere moneta propria e di incorporare le armi imperiali nel proprio stemma cittadino. Nel giugno del 1586, il principe Farnese si avvicinò alla città e la circondò con le proprie truppe, supportato in questo dai suoi generali Karl von Mansfeld, Francisco Verdugo e Salentino VII di Isenburg-Grenzau.

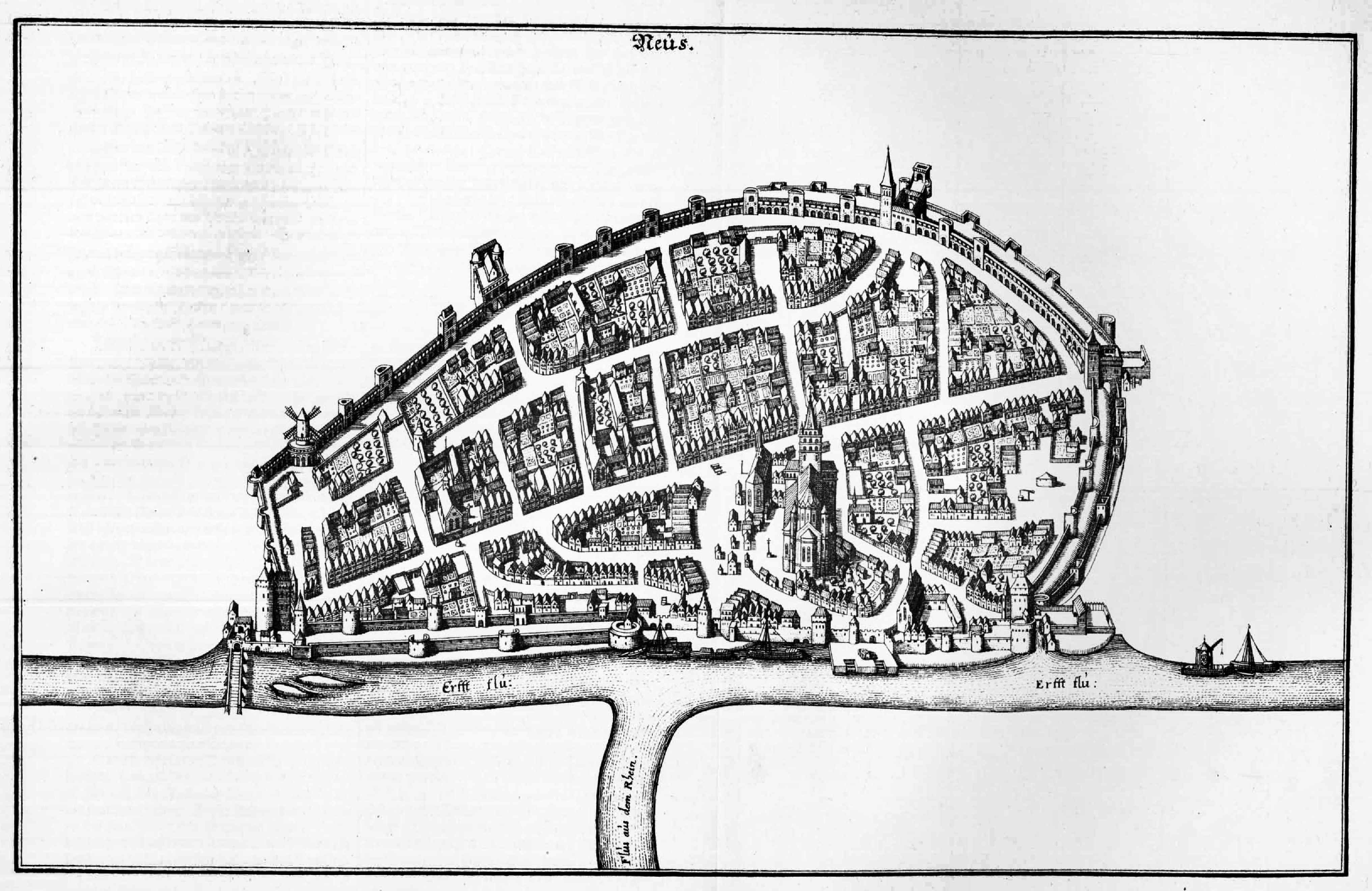
Mappa di Neuss in un'incisione d'epoca

Il principe Farnese aveva delle forze notevoli ai propri ordini, oltre ai 2000 uomini del generale Mansfeld, disponeva di altri 6000 tercios più 2000 moschettieri a cavallo, oltre a soldati spagnoli, tedeschi e italiani e 45 cannoni; tutte queste forze il principe le distribuì sul ridotto al di là del fiume e sulle alture a breve distanza dalle mura della città. Prima dell'inizio dell'assedio, il principe Farnese chiese la capitolazione della città che venne rifiutata ufficialmente con gran cortesia da parte della città, ma mentre l'emissario di Alessandro Farnese faceva ritorno al campo venne accolto da insulti e derisioni dagli abitanti di Neuss. Il giorno successivo, festa di San Giacomo, festa patronale per gli spagnoli, l'esercito del Farnese si astenne dal combattere, ma iniziò a circolare nell'accampamento la notizia che due dei soldati spagnoli catturati in una sortita qualche giorno prima erano stati condotti nella piazza principale della città ed arrostiti vivi per dissacrare la festività degli spagnoli.

L'elettorato di Colonia nel 1580 circa. La città di Colonia, sebbene parte dell'arcidiocesi, non faceva parte dell'elettorato.

## La battaglia
Al segnale di Alessandro Farnese, l'artiglieria spagnola iniziò a sparare sulla città, continuando così per 30 ore consecutive con palle del peso compreso tra i 13 ed i 22 chilogrammi, per un totale di 2700 colpi. Gli spagnoli tentarono anche di attaccare frontalmente la città, ma vennero respinti più volte. Al nono assalto, le mura esterne della città vennero spezzate ed i soldati inondarono la città in due gruppi separati per accerchiare la guarnigione al suo interno, con l'intento poi di ricongiungersi nella piazza del mercato cittadino.
Cloedt, gravemente ferito (oltre alla sua gamba, che gli era stata asportata da un colpo, aveva altre cinque ferite pesanti) venne portato nel centro cittadino. Il principe Farnese era incline a rendergli gli onori militari, mentre il principe elettore Ernesto di Baviera voleva il suo sangue. Alla fine Cloedt, ormai morente, venne impiccato ad una finestra assieme a una dozzina dei suoi ufficiali. I soldati spagnoli passarono a fil di spada il resto della guarnigione, persino quanti avevano già dichiarato la loro resa. Le donne che si erano rifugiate nelle chiese, inizialmente vennero risparmiate, ma quando iniziò l'incendio che colpì la città dovettero riversarsi nelle strade. I resoconti contemporanei affermano che bambini, donne e anziani gettarono via le loro vesti in fiamme solo per cadere poi nelle mani dei soldati. Il Farnese scrisse a re Filippo II di Spagna che più di 4000 erano stati i morti in quella giornata. Gli osservatori inglesi confermarono questa affermazione, aggiungendo che solo 8 costruzioni erano rimaste in piedi della città originaria.

## Conseguenze
Per quanto il principe Farnese avesse conquistato la città, i suoi oppositori protestanti trovarono conforto nel fato che la città era stata completamente distrutta e che quindi non poteva essere più utilizzata nemmeno dagli spagnoli; questo fece dello scontro una vittoria di Pirro; il principe Farnese aveva perso circa 500 uomini della propria armata, mentre i ribelli protestanti avevano perduto una delle loro più importanti piazzeforti a livello geografico e militare, nonché uno dei più giovani ed intrepidi comandanti nella persona di Cloedt. Il Farnese si aprì così la strada alla regione dell'elettorato di Colonia da dove poté proseguire il proprio attacco rivolto alle province ribelle dei Paesi Bassi. Gebhard rinunciò all'elettorato nel 1588.